# Cal Gassió
Cal Gassió és una obra de la Pobla de Cérvoles (Garrigues) inclosa a l'Inventari del Patrimoni Arquitectònic de Catalunya.

## Descripció
És un habitatge ubicat a un dels extrems de la plaça, al solar del del vèrtex de tancament, amb una placeta just al seu davant. S'estructura en planta baixa i dos pisos, cobert amb teula àrab. La façana està feta de frans carreus de pedra sense desbastar però no es vuen, ja que està tota arrebossada; els voltants de les obertures així com el perímetre estan destacats amb un marc de graveta a mode de sanfea. A a planta baixa tan sols hi ha una petita finestra i a l'angle dret, la portada principal. Té un arc molt rebaixat, quasi pla, amb motllures cargolades als extrems i part central on hi ha la data de 1796, similars a les de la casa Llobera.
El primer pis està destinat a l'habitatge pròpiament dit. Consta de dos balcons d'arc també molt rebaixat i una finestra a l'angle dret, avui tapiada, de la que tan sols hi resta l'ampit. El balcó central, de balustre més llarg, té una motllura de tornapuntes al centre de la pedra, on s'especifica la data de construcció. La part de sota està decorada amb una gran petxina central envoltada de tornapuntes. L'altre balcó també està guarnit encara que de manera més mdoesta. El pis superior s'utilitza com a golfes i té tres finestres rectangulars de mides diverses.

## Història
És una de les cases més antigues de la població. La família és coneguda a la història de la Pobla des del segle xiv. Posteriorment se sap que havien disposat de molí amb premsa de lliure del segle xvii.